# Salvia africana-lutea
Salvia africana-lutea es una planta herbácea perteneciente a la familia de las lamiáceas. Es originaria de Sudáfrica.

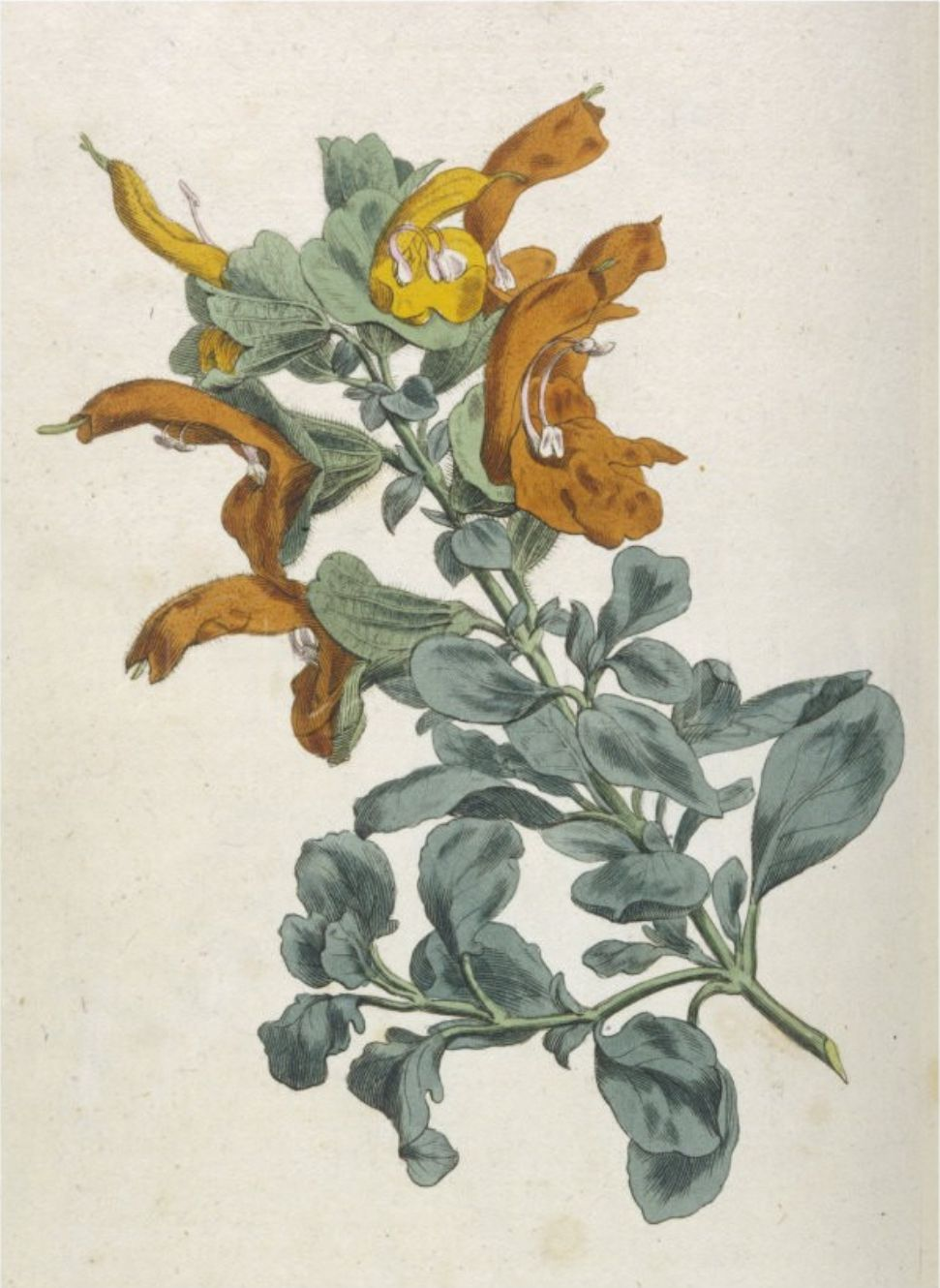
Ilustración

## Descripción
Es un arbusto de hoja perenne que se encuentra en las dunas costeras y las colinas de la costa de la provincia del Cabo en Sudáfrica. Posee numerosos tallos leñosos que alcanzan un tamaño de más de 1 m de altura y anchura, con escasas hojas verdes grisáceas. Las flores comienzan como de color amarillo brillante, convirtiéndose en un color oxidado, con el cáliz de color oscuro oxidado que persiste mucho después de que comience la fructificación.

## Usos
S. africana-lutea fue utilizado por los primeros colonos europeos para tratar los resfriados, la tuberculosis y bronquitis crónica. Los médicos indígenas tradicionales la utilizan para las enfermedades respiratorias, la gripe, problemas ginecológicos, fiebres, dolores de cabeza y trastornos digestivos.

## Taxonomía
Salvia africana-lutea fue descrita por Carlos Linneo y publicado en Species Plantarum 1: 26. 1753.
Etimología
Ver: Salvia
africana-lutea: epíteto geográfico latino que significa "africana de color amarillo naranja".
Sinonimia
- Crolocos aurea (L.) Raf.
- Salvia aurea L.
- Salvia colorata L.
- Salvia eckloniana Benth.
- Salvia lutea L.[5][6]